# Cyclothone atraria
Cyclothone atraria är en fiskart som beskrevs av Gilbert, 1905. Cyclothone atraria ingår i släktet Cyclothone och familjen Gonostomatidae. Inga underarter finns listade i Catalogue of Life.